# 六冬和生
六冬 和生（むとう かずき、1970年5月 -）は、日本のSF作家。長野県岡谷市出身、松本市在住。

## 経歴・人物
信州大学経済学部卒業。長年海外SFを愛読し、会社勤めの傍らSF小説を執筆。日本SF新人賞最終候補、『S-Fマガジン』の「リーダーズ・ストーリイ」入選などを経験の後、2013年9月、六冬(むとう)名義で投稿した「みずは無間」が、第1回ハヤカワSFコンテストで〈大賞〉を受賞しデビューした。

## 作品リスト

### 単行本
- 『みずは無間』 早川書房ハヤカワSFシリーズ Jコレクション、2013年11月 （表紙画：爽々）
- 『地球が寂しいその理由』 早川書房ハヤカワSFシリーズ Jコレクション、2014年11月 （表紙画：爽々）
- 『みずは無間』文庫版 ハヤカワ文庫JA、2015年10月（表紙画：loundraw）
- 『松本城、起つ』 早川書房ハヤカワSFシリーズ Jコレクション、2016年7月（表紙画：わみず）

### 単行本未収録作品
- 「白昼月」 : 『S-Fマガジン』2017年4月号 早川書房 2017年2月発売 寄稿

### その他
- 「みずは無間」： 大賞受賞作第一部完全掲載 : 『S-Fマガジン』2014年1月号 早川書房 2013年11月発売 掲載
- 「第1回ハヤカワSFコンテスト大賞受賞作『みずは無間』刊行記念 六冬和生インタビュウ」 : 『S-Fマガジン』2014年1月号 早川書房 2013年11月発売 掲載
- 「ハヤカワ文庫SF総解説 PART1（1〜500）」(共著者の一人として参加)[3] - 『S-Fマガジン』2015年4月号(早川書房)
- 「ハヤカワ文庫SF総解説 PART2（501〜1000）」(共著者の一人として参加)[4] - 『S-Fマガジン』2015年6月号(早川書房)
- 「ハヤカワ文庫SF総解説 PART3（1001〜2000）」(共著者の一人として参加)[5] - 『S-Fマガジン』2015年8月号(早川書房)
- 「早川書房『松本城、起つ』刊行記念 六冬和生インタビュウ」 : 『S-Fマガジン』2016年8月号 早川書房 2016年6月発売 掲載
- 「2017年のわたし」 ： 『SFが読みたい! 2017年版』（S‐Fマガジン編集部、早川書房、2017年2月9日）
- 「2020年のわたし」 ： 『SFが読みたい! 2020年版』（S‐Fマガジン編集部、早川書房、2020年2月10日）
- 「ハヤカワ文庫JA総解説 PART1（1〜409）」(共著者の一人として参加)[6] - 『S-Fマガジン』2021年8月号(早川書房)